# Здравствуй, милая Калуга!
«Здравствуй, милая Калуга! (Город юности моей)» — советская песня 1965 года на музыку Серафима Туликова (уроженца Калуги) и слова Михаила Пляцковского.

## История
Считается визитной карточкой города, символом и даже его неофициальным гимном. Вадим Терёхин: «Песня Серафима Туликова „Здравствуй, милая Калуга“ до сих пор живёт в народе потому, что в ней есть душа нашей Калужской земли».
Первым исполнителем композиции является певец Валентин Будилин, наиболее известными — Александр Розум и Валентина Толкунова.

## Припев
Мы влюблённо глядим друг на друга

В позолоте рассветных лучей.

Здравствуй, милая Калуга,

Город юности моей!